# FIS Games
Die FIS Games sollen ein von der FIS ausgetragenes Großereignis sein, bei dem innerhalb von 16 Tagen in allen von der FIS organisierten Disziplinen Medaillen vergeben werden. Die FIS Games sollen alle vier Jahre stattfinden, jeweils in dem geraden Jahr in dem keine Olympischen Winterspiele ausgetragen werden. Die erste Ausgabe soll 2028 stattfinden.

## Geschichte
Im Oktober 2022 gab die FIS zum ersten Mal bekannt, dass sie ein Großereignis veranstalten wolle, dass alle FIS Disziplinen beinhaltet. Zuerst teilte die FIS mit, dass die FIS Games Teil des Weltcups sein sollen und nicht als Zusatz zu den Weltmeisterschaften als reine zusätzliche Meisterschaft ausgetragen werden sollen, um die Weltmeisterschaften nicht zu entwerten. Doch im November 2023 gab es die Formulierung, dass der Sieger der FIS Games ebenfalls Weltmeister sei. Zuerst war geplant die FIS Games 2024 auszutragen, doch dies war zu kurzfristig.
Im Mai 2023 wurde ein offizielles Jahr für den Start der FIS Games und Kriterien für eine Bewerbung veröffentlicht.  Kandidaten sind St. Moritz und Lillehammer/Hafjell.
Der ÖSV sieht die Veranstaltung kritisch und befürchtet, dass sie die bestehenden Weltmeisterschaften, die Olympischen Spiele und den Weltcup entwerten oder abwerten könnte.

## Zeittafel FIS Games
| Nr. | Jahr | Austragungsort | Disziplinen (Sportarten) | Wettbewerbe |
| --- | ---- | -------------- | ------------------------ | ----------- |
| 1.  | 2028 |                |                          |             |

## Sportarten bei den FIS Games
Olympische Disziplinen: Ski Alpin, Ski Freestyle, Nordische Kombination, Skilanglauf, Skispringen, Snowboard
Nichtolympische Disziplinen: Freeride, Speedski, Telemark, Para Ski Alpin, Para Skilanglauf und Para Snowboard